# Evers Burns
Pour les articles homonymes, voir Burns.
Evers Burns, né le 24 août 1971, à Baltimore, au Maryland, est un joueur et entraîneur américain de basket-ball. Il évolue au poste d'ailier fort.

## Palmarès
- Champion des Amériques 1997
- Champion CBA 1997